# Jana Lota
Jana Lota Spanělová (Kadaň, 30 agosto 1983) è una cantante ceca.

## Biografia
Jana Lota ha studiato canto lirico per dieci anni, e sa suonare il pianoforte. In seguito al conseguimento del diploma è stata accettata al Conservatorio di Praga sia nel corso di canto lirico che in quello di canto pop; nonostante la formazione classica, ha scelto il secondo.
In seguito ad un contratto discografico firmato con la Monitor-EMI, nel 2008 ha pubblicato il suo singolo di debutto, Lidi, che ha raggiunto il 56º posto in classifica in Repubblica Ceca e ha anticipato l'album di debutto omonimo. Dall'album è stato estratto un secondo singolo, Najednou, che si è piazzato 42º in classifica.

## Discografia

### Album in studio
- 2008 – Lidi
- 2012 – Děvčátko
- 2016 – Do světla

### Singoli
- 2008 – Lidi
- 2008 – Najednou